# منتخب الجبل الأسود تحت 21 سنة لكرة القدم
منتخب الجبل الأسود تحت 21 سنة لكرة القدم هو الممثل الرسمي لـ الجبل الأسود في بطولات كرة القدم تحت 21 سنة. يشارك الفريق في بطولة أوروبا تحت 21 لكرة القدم التي تقام كل عامين.